# ラファエル・プヤーナ
ラファエル・プヤーナ・ミケルセン（Rafael Puyana Michelsen, 1931年10月14日 ボゴタ - 2013年3月1日 パリ）はコロンビア出身のチェンバロ奏者。
6歳でおばからピアノの手ほどきを受け、13歳でボゴタのコロン劇場でデビューを果たす。16歳で渡米し、ボストンのニューイングランド音楽院でピアノの研鑚を続ける。その後ベルリンに留学してチェンバロをワンダ・ランドフスカに、パリに留学して作曲をナディア・ブーランジェに師事。
1957年にニューヨークで、1966年にロンドンでデビューし、ユーディ・メニューインやレオポルド・ストコフスキー、アンドレス・セゴビアらと共演を行う。フェデリコ・モンポウやシャビエ・モンサルバーチェらの作曲家から作品を献呈されており、中でも後者の《アルバイシン協奏曲》が有名。
チェンバロ教師として、クリストファー・ホグウッドらを門下に擁している。オリジナルのチェンバロの蒐集家としても著名で、そのレプリカを造ってきた。